# Taça Brasil — Grupo Nordeste
O Grupo (ou Zona) do Nordeste da Taça Brasil foi uma fase regional da Taça Brasil, que classificava seu campeão à disputa da Zona Norte–Nordeste da Taça Brasil. A CBF não reconhece as conquistas dos clubes vencedores desta fase regional como sendo "títulos" oficiais.
A fórmula de disputa era em sistema de mata-mata, exceto nos anos de 1967, no qual houve uma fase prévia, e em 1968 que não houve disputa.
Os clubes baianos foram os maiores vencedores da competição com seis conquistas alcançadas (além disso apenas em uma edição, no ano de 1964, não houve um baiano na final), seguidos de paraibanos com duas conquistas, os cearenses completam a lista com uma conquista pertencente ao Ceará. O maior vencedor do Grupo Nordeste da Taça Brasil é o Bahia com quatro conquistas.
Em quatro oportunidades o campeão da Zona Norte–Nordeste da Taça Brasil foi o mesmo do Grupo Nordeste, quatro da Zona Norte e nas últimas duas times pré-classificados a fases finais.

## Campeões
| Ano  | Campeão           | Vice              |                   |
| 1959 | Bahia             | Ceará             |                   |
| 1960 | Bahia             | Capelense         |                   |
| 1961 | Bahia             | Campinense        |                   |
| 1962 | Campinense        | Bahia             |                   |
| 1963 | Bahia             | Ceará             |                   |
| 1964 | Ceará             | Confiança         |                   |
| 1965 | Vitória           | Campinense        |                   |
| 1966 | Vitória           | CSA               |                   |
| 1967 | Treze             | Leônico           |                   |
| 1968 | Não houve disputa | Não houve disputa | Não houve disputa |